# Campylonotoidea
Super-famille
Les Campylonotoidea sont une super-famille de crevettes comportant cinq familles.

## Liste des familles
Selon BioLib (31 janvier 2019), Catalogue of Life (31 janvier 2019),  ITIS (31 janvier 2019), NCBI (31 janvier 2019), Paleobiology Database (31 janvier 2019) et World Register of Marine Species (31 janvier 2019) :
- famille des Bathypalaemonellidae de Saint Laurent, 1985
- famille des Campylonotidae Sollaud, 1913